# Conny Aerts
Conny Aerts, née le 26 janvier 1966 à Brasschaat, est une mathématicienne et astronome belge.

## Biographie
Elle effectue des études de mathématique à l'université d'Anvers avant d'obtenir un doctorat à la Katholieke Universiteit Leuven.
Spécialiste de l'astérosismologie, elle y dirige depuis 2011 l'Instituut voor Sterrenkunde (Institut d’astronomie). Elle est également titulaire de la chaire d'astérosismologie à l'université Radboud de Nimègue aux Pays-Bas.
Elle obtient en 2009 une bourse « ERC Advanced Grant » du Conseil européen de la recherche.
Elle est lauréate du prix Francqui 2012 ainsi que du prix Kavli d'astrophysique en 2022, conjointement avec Jørgen Christensen-Dalsgaard (en) (université d'Aarhus) et Roger Ulrich (université de Californie à Los Angeles).
Elle est membre honoraire de la Royal Astronomical Society et membre de la Koninklijke Vlaamse Academie van België voor Wetenschappen en Kunsten.
En 2022, elle reçoit, avec Roger K Ulrich et Jørgen Christensen-Dalsgaard (en), le prix Kavli en astrophysique pour ses recherches sur l’origine de la théorie actuelle des structures stellaires. Ce prix est considéré comme l'une des récompenses scientifiques les plus prestigieuses après le prix Nobel.
En 2024, elle reçoit, avec Douglas Gough (en) et Jørgen Christensen-Dalsgaard (en), le prix Crafoord en astronomie pour ses recherches en astérosismologie.
L'astéroïde (413033) Aerts porte son nom.

## Distinctions
- Commandeur de l'ordre de Léopold
- 2022 : prix Kavli en astrophysique[4]
- 2023 :  Grand officier de l'ordre de Léopold[6]
- 2024 : Prix Crafoord en astronomie[5]